# Elecciones generales del Reino Unido de 2017
Las elecciones generales del Reino Unido de 2017 tuvieron lugar el jueves 8 de junio de 2017. Cada una de las 650 circunscripciones parlamentarias eligieron un miembro del Parlamento a la Cámara de los Comunes, la cámara baja del Parlamento. Las elecciones requirieron para su convocatoria una moción que fue presentada por la primera ministra Theresa May y aprobada por la Cámara de los Comunes el 19 de abril de 2017.
La elección se realizó tan solo un año después del referéndum sobre la permanencia del Reino Unido en la Unión Europea, y cinco semanas después de las elecciones locales en Escocia, Gales, 33 condados de tres municipios de Inglaterra y los recientemente creados Alcaldes Mayores Regionales de Gran Mánchester, la Región-Ciudad de Liverpool, Cambridgeshire y las áreas metropolitanas de Bristol, Birmingham y Middlesbrough.
Aunque se mantiene pendiente una propuesta de reducir los escaños a 600, esta no tendrá efectos hasta 2018. Por ello, se mantuvieron las 650 circunscripciones uninominales determinadas para las elecciones del 2015. El gobierno conservador no tiene previsto cambiar el sistema electoral uninominal.
La campaña fue temporalmente suspendida por los principales partidos debido al atentado en el Manchester Arena que dejó 22 fallecidos, y nuevamente debido al atentado de Londres en junio que dejó ocho fallecidos.

## Antecedentes

### Anticipación de las elecciones
Considerando que la ley de regulación de periodos parlamentarios de 2011 (Fixed-term Parliaments Act 2011) limitó la potestad discrecional del primer ministro del Reino Unido de controlar la fecha de los comicios, esta reciente norma obligó a May a que su moción sea respaldada por al menos dos terceras partes de la cámara baja, es decir al menos 434 miembros electos del Parlamento. Este apoyo estuvo garantizado por el opositor Partido Laborista y los Liberal Demócratas. La moción superó ampliamente dicha mayoría con 524 votos a favor y tan solo 15 en contra.

## Miembros del Parlamento que no se presentan a la reelección

### Conservadores
1. Sir Simon Burns (Chelmsford), lo anunció el 8 de enero de 2016[10]
2. Sir Oliver Letwin (Dorset Oeste), lo anunció el 19 de julio de 2016[11]

### Laboristas
1. Ronnie Campbell (Blyth Valley), lo anunció el 8 de mayo de 2015[12]
2. Pat Glass (Durham Noroeste), lo anunció el 28 de junio de 2016[13]
3. Jim Fitzpatrick (Poplar and Limehouse), lo anunció el 13 de septiembre de 2016[14]
4. Tom Blenkinsop (Middlesbrough Sur y Cleveland Este), lo anunció el 18 de abril de 2017[15]

## Cronograma electoral
Las fechas son:
| Martes 18 de abril    | Primera ministra Theresa May anuncia sus intenciones de convocar elecciones anticipadas. |
| Miércoles 19 de abril | Diputados aprueban disolver el parlamento y convocar a elecciones.                       |
| Martes 2 de mayo      | Disolución del 56.º Parlamento del Reino Unido e inicio oficial del periodo de campañas. |
| Jueves 4 de mayo      | Elecciones municipales del Reino Unido de 2017.                                          |
| Jueves 11 de mayo     | Último día para registrar candidaturas.                                                  |
| Lunes 22 de mayo      | Último día para registrase para votar.                                                   |
| Martes 23 de mayo     | Último día para solicitar el voto postal.                                                |
| Miércoles 31 de mayo  | Último día para hacer aplicable el voto asistido.                                        |
| Jueves 8 de junio     | Día de la elección.                                                                      |

## Encuestas de opinión

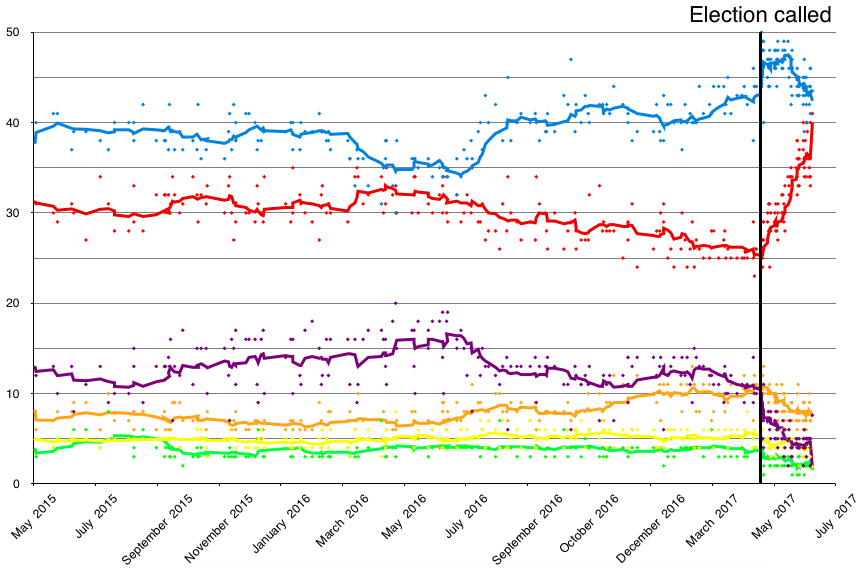
Encuestas de opinión incluyendo las lanzadas hasta el 7 de junio de 2017 (el promedio se calcula de las últimas diez encuestas)
Conservadores
Laboristas
UKIP
Liberal Demócratas
Nacionalistas Escoceses
Verdes

### 2017
| Fecha          | Empresa | Tamaño                                                                                 | Con                                                                                    | Lab                                                                                    | UKIP                                                                                   | LibDems                                                                                | SNP                                                                                    | Verdes                                                                                 | Otros                                                                                  | Líder                                                                                  |                                                                              |                                                                              |                                                                              |
| -------------- | --- | -------------------------------------------------------------------------------------- | -------------------------------------------------------------------------------------- | -------------------------------------------------------------------------------------- | -------------------------------------------------------------------------------------- | -------------------------------------------------------------------------------------- | -------------------------------------------------------------------------------------- | -------------------------------------------------------------------------------------- | -------------------------------------------------------------------------------------- | -------------------------------------------------------------------------------------- | ---------------------------------------------------------------------------- | ---------------------------------------------------------------------------- | ---------------------------------------------------------------------------- |
| Fecha          | Empresa | Tamaño                                                                                 | 19 abr.                                                                                | El Parlamento Británico aprueba la celebración de las elecciones anticipadas           | El Parlamento Británico aprueba la celebración de las elecciones anticipadas           | El Parlamento Británico aprueba la celebración de las elecciones anticipadas           | El Parlamento Británico aprueba la celebración de las elecciones anticipadas           | El Parlamento Británico aprueba la celebración de las elecciones anticipadas           | El Parlamento Británico aprueba la celebración de las elecciones anticipadas           | El Parlamento Británico aprueba la celebración de las elecciones anticipadas           | El Parlamento Británico aprueba la celebración de las elecciones anticipadas | El Parlamento Británico aprueba la celebración de las elecciones anticipadas | El Parlamento Británico aprueba la celebración de las elecciones anticipadas |
| 18 abr.        | Primera ministra Theresa May anuncia elecciones anticipadas para el 8 de junio de 2017                       | Primera ministra Theresa May anuncia elecciones anticipadas para el 8 de junio de 2017 | Primera ministra Theresa May anuncia elecciones anticipadas para el 8 de junio de 2017 | Primera ministra Theresa May anuncia elecciones anticipadas para el 8 de junio de 2017 | Primera ministra Theresa May anuncia elecciones anticipadas para el 8 de junio de 2017 | Primera ministra Theresa May anuncia elecciones anticipadas para el 8 de junio de 2017 | Primera ministra Theresa May anuncia elecciones anticipadas para el 8 de junio de 2017 | Primera ministra Theresa May anuncia elecciones anticipadas para el 8 de junio de 2017 | Primera ministra Theresa May anuncia elecciones anticipadas para el 8 de junio de 2017 | Primera ministra Theresa May anuncia elecciones anticipadas para el 8 de junio de 2017 |                                                                              |                                                                              |                                                                              |
| 14-17 abr.     | ICM | ?                                                                                      | 44%                                                                                    | 26%                                                                                    | 11%                                                                                    | 12%                                                                                    | ?                                                                                      | 4%                                                                                     | ?                                                                                      | 18%                                                                                    |                                                                              |                                                                              |                                                                              |
| 12-13 abr.     | YouGov/The Times                                                                                             | 2,069                                                                                  | 44%                                                                                    | 23%                                                                                    | 10%                                                                                    | 12%                                                                                    | 6% (incluye Plaid Cymru)                                                               | 4%                                                                                     | 1%                                                                                     | 21%                                                                                    |                                                                              |                                                                              |                                                                              |
| 11-13 abr.     | ComRes/Sunday Mirror, Independent on Sunday Archivado el 15 de abril de 2017 en Wayback Machine.             | 2,026                                                                                  | 46%                                                                                    | 25%                                                                                    | 9%                                                                                     | 11%                                                                                    | 4%                                                                                     | 4%                                                                                     | 2%                                                                                     | 21%                                                                                    |                                                                              |                                                                              |                                                                              |
| 11-13 abr.     | Opinium/Observer                                                                                             | 2,002                                                                                  | 38%                                                                                    | 29%                                                                                    | 14%                                                                                    | 7%                                                                                     | 5%                                                                                     | 5%                                                                                     | 1%                                                                                     | 9%                                                                                     |                                                                              |                                                                              |                                                                              |
| 5-6 abr.       | YouGov/The Times                                                                                             | 1,651                                                                                  | 42%                                                                                    | 25%                                                                                    | 11%                                                                                    | 11%                                                                                    | 8% (incluye Plaid Cymru)                                                               | 3%                                                                                     | 1%                                                                                     | 17%                                                                                    |                                                                              |                                                                              |                                                                              |
| 31 mzo.-2 abr. | ICM/The Guardian                                                                                             | 2,005                                                                                  | 43%                                                                                    | 25%                                                                                    | 11%                                                                                    | 11%                                                                                    | 5%                                                                                     | 4%                                                                                     | 2%                                                                                     | 18%                                                                                    |                                                                              |                                                                              |                                                                              |
| 26-27 mzo.     | YouGov/The Times                                                                                             | 1,957                                                                                  | 43%                                                                                    | 25%                                                                                    | 10%                                                                                    | 11%                                                                                    | 6% (incluye Plaid Cymru)                                                               | 3%                                                                                     | 1%                                                                                     | 18%                                                                                    |                                                                              |                                                                              |                                                                              |
| 20-21 mzo.     | YouGov/The Times                                                                                             | 1,627                                                                                  | 41%                                                                                    | 25%                                                                                    | 12%                                                                                    | 11%                                                                                    | 6% (incluye Plaid Cymru)                                                               | 3%                                                                                     | 2%                                                                                     | 16%                                                                                    |                                                                              |                                                                              |                                                                              |
| 17-19 mzo.     | ICM/The Guardian                                                                                             | 2,012                                                                                  | 45%                                                                                    | 26%                                                                                    | 10%                                                                                    | 9%                                                                                     | 4%                                                                                     | 4%                                                                                     | 1%                                                                                     | 19%                                                                                    |                                                                              |                                                                              |                                                                              |
| 15-17 mzo.     | ComRes/Sunday Mirror, Independent on Sunday Archivado el 18 de marzo de 2017 en Wayback Machine.             | 2,026                                                                                  | 42%                                                                                    | 25%                                                                                    | 10%                                                                                    | 12%                                                                                    | 5%                                                                                     | 4%                                                                                     | 2%                                                                                     | 17%                                                                                    |                                                                              |                                                                              |                                                                              |
| 14-17 mzo.     | Opinium/Observer                                                                                             | 2,007                                                                                  | 41%                                                                                    | 28%                                                                                    | 13%                                                                                    | 8%                                                                                     | 6%                                                                                     | 3%                                                                                     | 1%                                                                                     | 13%                                                                                    |                                                                              |                                                                              |                                                                              |
| 1-15 mzo.      | GfK | 1,938                                                                                  | 41%                                                                                    | 28%                                                                                    | 12%                                                                                    | 7%                                                                                     | 5%                                                                                     | 6%                                                                                     | 1%                                                                                     | 13%                                                                                    |                                                                              |                                                                              |                                                                              |
| 13-14 mzo.     | YouGov/The Times                                                                                             | 1,631                                                                                  | 44%                                                                                    | 27%                                                                                    | 9%                                                                                     | 10%                                                                                    | 5% (incluye Plaid Cymru)                                                               | 4%                                                                                     | 0%                                                                                     | 17%                                                                                    |                                                                              |                                                                              |                                                                              |
| 10-14 mzo.     | Ipsos MORI (enlace roto disponible en Internet Archive; véase el historial, la primera versión y la última). | 1,032                                                                                  | 43%                                                                                    | 30%                                                                                    | 6%                                                                                     | 13%                                                                                    | 4%                                                                                     | 4%                                                                                     | *                                                                                      | 13%                                                                                    |                                                                              |                                                                              |                                                                              |
| 8-9 mzo.       | YouGov/The Times                                                                                             | 1,598                                                                                  | 44%                                                                                    | 25%                                                                                    | 11%                                                                                    | 10%                                                                                    | 6% (incluye Plaid Cymru)                                                               | 3%                                                                                     | 1%                                                                                     | 19%                                                                                    |                                                                              |                                                                              |                                                                              |
| 3-5 mzo.       | ICM/The Guardian                                                                                             | 1,787                                                                                  | 44%                                                                                    | 28%                                                                                    | 11%                                                                                    | 8%                                                                                     | 4%                                                                                     | 5%                                                                                     | 1%                                                                                     | 16%                                                                                    |                                                                              |                                                                              |                                                                              |
| 27-28 febr.    | YouGov/The Times                                                                                             | 1,666                                                                                  | 42%                                                                                    | 25%                                                                                    | 12%                                                                                    | 11%                                                                                    | 6% (incluye Plaid Cymru)                                                               | 4%                                                                                     | 1%                                                                                     | 17%                                                                                    |                                                                              |                                                                              |                                                                              |
| 23 febr.       | Elecciones complementarias en Stoke-on-Trent y Copeland                                                      | Elecciones complementarias en Stoke-on-Trent y Copeland                                | Elecciones complementarias en Stoke-on-Trent y Copeland                                | Elecciones complementarias en Stoke-on-Trent y Copeland                                | Elecciones complementarias en Stoke-on-Trent y Copeland                                | Elecciones complementarias en Stoke-on-Trent y Copeland                                | Elecciones complementarias en Stoke-on-Trent y Copeland                                | Elecciones complementarias en Stoke-on-Trent y Copeland                                | Elecciones complementarias en Stoke-on-Trent y Copeland                                | Elecciones complementarias en Stoke-on-Trent y Copeland                                |                                                                              |                                                                              |                                                                              |
| 21-22 febr.    | YouGov/The Times                                                                                             | 2,060                                                                                  | 41%                                                                                    | 25%                                                                                    | 13%                                                                                    | 11%                                                                                    | 6% (incluye Plaid Cymru)                                                               | 3%                                                                                     | 1%                                                                                     | 16%                                                                                    |                                                                              |                                                                              |                                                                              |
| 17-19 febr.    | ICM/The Guardian                                                                                             | 2,028                                                                                  | 44%                                                                                    | 26%                                                                                    | 13%                                                                                    | 8%                                                                                     | 4%                                                                                     | 4%                                                                                     | 1%                                                                                     | 18%                                                                                    |                                                                              |                                                                              |                                                                              |
| 14-16 febr.    | Opinium/Observer                                                                                             | 2,004                                                                                  | 40%                                                                                    | 27%                                                                                    | 14%                                                                                    | 8%                                                                                     | 5%                                                                                     | 4%                                                                                     | 2%                                                                                     | 13%                                                                                    |                                                                              |                                                                              |                                                                              |
| 10-14 febr.    | Ipsos MORI/Evening Standard                                                                                  | 1,014                                                                                  | 40%                                                                                    | 29%                                                                                    | 9%                                                                                     | 13%                                                                                    | 5%                                                                                     | 4%                                                                                     | 0%                                                                                     | 11%                                                                                    |                                                                              |                                                                              |                                                                              |
| 12-13 febr.    | YouGov/The Times                                                                                             | 2,052                                                                                  | 40%                                                                                    | 24%                                                                                    | 15%                                                                                    | 11%                                                                                    | 6% (incluye Plaid Cymru)                                                               | 4%                                                                                     | 2%                                                                                     | 16%                                                                                    |                                                                              |                                                                              |                                                                              |
| 8-10 febr.     | ComRes/Sunday Mirror, Independent on Sunday Archivado el 13 de febrero de 2017 en Wayback Machine.           | 1,218                                                                                  | 41%                                                                                    | 26%                                                                                    | 11%                                                                                    | 11%                                                                                    | 5%                                                                                     | 4%                                                                                     | 2%                                                                                     | 15%                                                                                    |                                                                              |                                                                              |                                                                              |
| 5-6 febr.      | YouGov/The Times                                                                                             | 1,984                                                                                  | 40%                                                                                    | 24%                                                                                    | 14%                                                                                    | 11%                                                                                    | 6% (incluye Plaid Cymru)                                                               | 4%                                                                                     | 1%                                                                                     | 16%                                                                                    |                                                                              |                                                                              |                                                                              |
| 3-5 febr.      | ICM/The Guardian                                                                                             | 1,984                                                                                  | 42%                                                                                    | 27%                                                                                    | 12%                                                                                    | 10%                                                                                    | 5%                                                                                     | 4%                                                                                     | 1%                                                                                     | 15%                                                                                    |                                                                              |                                                                              |                                                                              |
| 31 en.-1 febr. | Opinium/Observer                                                                                             | 2,005                                                                                  | 37%                                                                                    | 30%                                                                                    | 14%                                                                                    | 8%                                                                                     | 5%                                                                                     | 5%                                                                                     | 2%                                                                                     | 7%                                                                                     |                                                                              |                                                                              |                                                                              |
| 30-31 en.      | YouGov/The Times                                                                                             | 1,705                                                                                  | 40%                                                                                    | 26%                                                                                    | 12%                                                                                    | 11%                                                                                    | 6% (incluye Plaid Cymru)                                                               | 4%                                                                                     | 1%                                                                                     | 14%                                                                                    |                                                                              |                                                                              |                                                                              |
| 23-24 en.      | YouGov/The Times                                                                                             | 1,643                                                                                  | 40%                                                                                    | 24%                                                                                    | 14%                                                                                    | 10%                                                                                    | 6% (incluye Plaid Cymru)                                                               | 3%                                                                                     | 0%                                                                                     | 16%                                                                                    |                                                                              |                                                                              |                                                                              |
| 20-22 en.      | ICM/The Guardian                                                                                             | 2,052                                                                                  | 42%                                                                                    | 26%                                                                                    | 13%                                                                                    | 10%                                                                                    | 4%                                                                                     | 5%                                                                                     | 1%                                                                                     | 16%                                                                                    |                                                                              |                                                                              |                                                                              |
| 17-18 en.      | YouGov/The Times                                                                                             | 1,654                                                                                  | 42%                                                                                    | 25%                                                                                    | 12%                                                                                    | 11%                                                                                    | 6% (incluye Plaid Cymru)                                                               | 3%                                                                                     | 0%                                                                                     | 17%                                                                                    |                                                                              |                                                                              |                                                                              |
| 13-16 en.      | Ipsos MORI                                                                                                   | 1,132                                                                                  | 43%                                                                                    | 31%                                                                                    | 6%                                                                                     | 11%                                                                                    | 4%                                                                                     | 4%                                                                                     | *                                                                                      | 12%                                                                                    |                                                                              |                                                                              |                                                                              |
| 13 en.         | Survation/Mail on Sunday                                                                                     | 1,177                                                                                  | 38%                                                                                    | 29%                                                                                    | 13%                                                                                    | 10%                                                                                    | 4%                                                                                     | 2%                                                                                     | 4%                                                                                     | 9%                                                                                     |                                                                              |                                                                              |                                                                              |
| 10-12 en.      | Opinium/Observer                                                                                             | 2,007                                                                                  | 38%                                                                                    | 30%                                                                                    | 14%                                                                                    | 7%                                                                                     | 5%                                                                                     | 4%                                                                                     | 2%                                                                                     | 8%                                                                                     |                                                                              |                                                                              |                                                                              |
| 9-10 en.       | YouGov/The Times                                                                                             | 1,660                                                                                  | 39%                                                                                    | 28%                                                                                    | 13%                                                                                    | 11%                                                                                    | 6% (incluye Plaid Cymru)                                                               | 3%                                                                                     | 1%                                                                                     | 11%                                                                                    |                                                                              |                                                                              |                                                                              |
| 6-8 en.        | ICM/The Guardian                                                                                             | 2,000                                                                                  | 42%                                                                                    | 28%                                                                                    | 12%                                                                                    | 9%                                                                                     | 4%                                                                                     | 4%                                                                                     | *                                                                                      | 14%                                                                                    |                                                                              |                                                                              |                                                                              |
| 3-4 en.        | YouGov/The Times                                                                                             | 1,740                                                                                  | 39%                                                                                    | 26%                                                                                    | 14%                                                                                    | 10%                                                                                    | 6% (incluye Plaid Cymru)                                                               | 4%                                                                                     | 1%                                                                                     | 13%                                                                                    |                                                                              |                                                                              |                                                                              |

### 2016
| Fecha          | Empresa | Tamaño | Con | Lab | UKIP | LibDems | SNP | Verdes | Otros | Líder |     |                          |    |    |     |
| -------------- | --- | --- | --- | --- | --- | --- | --- | --- | --- | --- | --- | ------------------------ | -- | -- | --- |
| Fecha          | Empresa | Tamaño | 18-19 dic. | YouGov/The Times | 1,595 | 39% | 24% | 14% | Otros | Líder | 12% | 6% (incluye Plaid Cymru) | 4% | 1% | 15% |
| 13-16 dic.     | Opinium/Observer | 2,000 | 38% | 31% | 13% | 6% | 6% | 4% | 1% | 7% |     |                          |    |    |     |
| 9-12 dic.      | Ipsos MORI (enlace roto disponible en Internet Archive; véase el historial, la primera versión y la última).                                  | 1,003 | 40% | 29% | 9% | 14% | 4% | 3% | 1% | 11% |     |                          |    |    |     |
| 9-11 dic.      | ICM/The Guardian | 2,049 | 41% | 27% | 14% | 9% | 4% | 3% | 1% | 14% |     |                          |    |    |     |
| 8 dic.         | Elección complementaria en Sleaford y Hykeham Norte                                                                                           | Elección complementaria en Sleaford y Hykeham Norte                                                                                           | Elección complementaria en Sleaford y Hykeham Norte                                                                                           | Elección complementaria en Sleaford y Hykeham Norte                                                                                           | Elección complementaria en Sleaford y Hykeham Norte                                                                                           | Elección complementaria en Sleaford y Hykeham Norte                                                                                           | Elección complementaria en Sleaford y Hykeham Norte                                                                                           | Elección complementaria en Sleaford y Hykeham Norte                                                                                           | Elección complementaria en Sleaford y Hykeham Norte                                                                                           | Elección complementaria en Sleaford y Hykeham Norte                                                                                           |     |                          |    |    |     |
| 4-5 dic.       | YouGov/The Times | 1,667 | 42% | 25% | 12% | 11% | 6% (incluye Plaid Cymru) | 4% | 1% | 17% |     |                          |    |    |     |
| 1 dic.         | Elección complementaria en Richmond Park | Elección complementaria en Richmond Park | Elección complementaria en Richmond Park | Elección complementaria en Richmond Park | Elección complementaria en Richmond Park | Elección complementaria en Richmond Park | Elección complementaria en Richmond Park | Elección complementaria en Richmond Park | Elección complementaria en Richmond Park | Elección complementaria en Richmond Park |     |                          |    |    |     |
| 28-29 nov.     | YouGov/The Times | 1,624 | 39% | 27% | 14% | 9% | 6% (incluye Plaid Cymru) | 4% | 1% | 12% |     |                          |    |    |     |
| 28 nov.        | Paul Nuttall es elegido líder de UKIP | Paul Nuttall es elegido líder de UKIP | Paul Nuttall es elegido líder de UKIP | Paul Nuttall es elegido líder de UKIP | Paul Nuttall es elegido líder de UKIP | Paul Nuttall es elegido líder de UKIP | Paul Nuttall es elegido líder de UKIP | Paul Nuttall es elegido líder de UKIP | Paul Nuttall es elegido líder de UKIP | Paul Nuttall es elegido líder de UKIP |     |                          |    |    |     |
| 25-27 nov.     | ICM/The Guardian | 2,009 | 44% | 28% | 12% | 7% | 4% | 4% | 2% | 16% |     |                          |    |    |     |
| 21-22 nov.     | YouGov/The Times | 1,693 | 41% | 28% | 12% | 9% | 6% (incluye Plaid Cymru) | 4% | 0% | 13% |     |                          |    |    |     |
| 18-20 nov.     | ICM/The Guardian | 2,031 | 42% | 28% | 11% | 9% | 4% | 3% | 2% | 14% |     |                          |    |    |     |
| 15-18 nov.     | Opinium | 2,005 | 41% | 29% | 12% | 7% | 6% | 3% | 1% | 12% |     |                          |    |    |     |
| 14-15 nov.     | YouGov/The Times | 1,717 | 42% | 28% | 11% | 8% | 7% (incluye Plaid Cymru) | 4% | 1% | 14% |     |                          |    |    |     |
| 11-14 nov.     | Ipsos MORI (enlace roto disponible en Internet Archive; véase el historial, la primera versión y la última).                                  | 1,013 | 42% | 33% | 7% | 10% | 5% (incluye Plaid Cymru) | 3% | 1% | 9% |     |                          |    |    |     |
| 1-4 nov.       | Opinium | 2,001 | 40% | 32% | 13% | 6% | 6% | 4% | – | 8% |     |                          |    |    |     |
| 31 oct.-1 nov. | YouGov/The Times | 1,608 | 41% | 27% | 11% | 10% | 6% (incluye Plaid Cymru) | 4% | 1% | 14% |     |                          |    |    |     |
| 28-30 Oct      | ICM/The Guardian | 2,040 | 43% | 27% | 12% | 8% | 4% | 5% | 1% | 16% |     |                          |    |    |     |
| 24-25 Oct      | YouGov/The Times | 1,655 | 40% | 27% | 11% | 11% | 7% (incluye Plaid Cymru) | 3% | 1% | 13% |     |                          |    |    |     |
| 19-24 Oct      | BMG | 1,546 | 42% | 28% | 12% | 8% | 5% | 4% | 1% | 14% |     |                          |    |    |     |
| 20 Oct         | Elecciones complementarias en Witney y en Batley y Spen                                                                                       | Elecciones complementarias en Witney y en Batley y Spen                                                                                       | Elecciones complementarias en Witney y en Batley y Spen                                                                                       | Elecciones complementarias en Witney y en Batley y Spen                                                                                       | Elecciones complementarias en Witney y en Batley y Spen                                                                                       | Elecciones complementarias en Witney y en Batley y Spen                                                                                       | Elecciones complementarias en Witney y en Batley y Spen                                                                                       | Elecciones complementarias en Witney y en Batley y Spen                                                                                       | Elecciones complementarias en Witney y en Batley y Spen                                                                                       | Elecciones complementarias en Witney y en Batley y Spen                                                                                       |     |                          |    |    |     |
| 19–20 Oct      | YouGov/Election Data | 1,608 | 42% | 26% | 12% | 8% | 6% (incluye Plaid Cymru) | 5% | 1% | 16% |     |                          |    |    |     |
| 14–17 Oct      | Ipsos MORI (enlace roto disponible en Internet Archive; véase el historial, la primera versión y la última).                                  | 1,016 | 47% | 29% | 6% | 7% | 6% (incluye Plaid Cymru) | 4% | 1% | 18% |     |                          |    |    |     |
| 11–12 Oct      | YouGov/The Times | 1,669 | 42% | 28% | 11% | 9% | 6% (incluye Plaid Cymru) | 3% | 0% | 14% |     |                          |    |    |     |
| 7–9 Oct        | ICM/The Guardian | 2,017 | 43% | 26% | 11% | 8% | 4% | 6% | 2% | 17% |     |                          |    |    |     |
| 28–29 Sep      | YouGov/The Times | 1,658 | 39% | 30% | 13% | 8% | 6% (incluye Plaid Cymru) | 3% | 0% | 9% |     |                          |    |    |     |
| 21–23 Sep      | ICM/Sun on Sunday | 2,015 | 41% | 26% | 14% | 8% | 5% | 4% | 2% | 15% |     |                          |    |    |     |
| 20–23 Sep      | BMG | 2,026 | 39% | 28% | 13% | 8% | 5% | 5% | 2% | 11% |     |                          |    |    |     |
| 19–21 Sep      | YouGov/The Times | 3,285 | 39% | 30% | 13% | 8% | 6% (incluye Plaid Cymru) | 3% | 1% | 9% |     |                          |    |    |     |
| 16 Sep         | Diane James es elegida Líder de UKIP | Diane James es elegida Líder de UKIP | Diane James es elegida Líder de UKIP | Diane James es elegida Líder de UKIP | Diane James es elegida Líder de UKIP | Diane James es elegida Líder de UKIP | Diane James es elegida Líder de UKIP | Diane James es elegida Líder de UKIP | Diane James es elegida Líder de UKIP | Diane James es elegida Líder de UKIP |     |                          |    |    |     |
| 13–14 Sep      | YouGov/The Times | 1,732 | 38% | 31% | 13% | 7% | 6% | 4% | – | 7% |     |                          |    |    |     |
| 10–14 Sep      | Ipsos MORI/Evening Standard (enlace roto disponible en Internet Archive; véase el historial, la primera versión y la última).                 | 1,000 | 40% | 34% | 9% | 6% | 4% (incluye Plaid Cymru) | 5% | 1% | 6% |     |                          |    |    |     |
| 9–11 Sep       | ICM/The Guardian | 2,013 | 41% | 27% | 14% | 8% | 5% | 4% | 2% | 14% |     |                          |    |    |     |
| 4–5 Sep        | YouGov/The Times | 1,616 | 40% | 29% | 13% | 7% | 7% (incluye Plaid Cymru) | 3% | – | 11% |     |                          |    |    |     |
| 2 Sep          | Caroline Lucas y Jonathan Bartley son elegidos co-líderes del Partido Verde                                                                   | Caroline Lucas y Jonathan Bartley son elegidos co-líderes del Partido Verde                                                                   | Caroline Lucas y Jonathan Bartley son elegidos co-líderes del Partido Verde                                                                   | Caroline Lucas y Jonathan Bartley son elegidos co-líderes del Partido Verde                                                                   | Caroline Lucas y Jonathan Bartley son elegidos co-líderes del Partido Verde                                                                   | Caroline Lucas y Jonathan Bartley son elegidos co-líderes del Partido Verde                                                                   | Caroline Lucas y Jonathan Bartley son elegidos co-líderes del Partido Verde                                                                   | Caroline Lucas y Jonathan Bartley son elegidos co-líderes del Partido Verde                                                                   | Caroline Lucas y Jonathan Bartley son elegidos co-líderes del Partido Verde                                                                   | Caroline Lucas y Jonathan Bartley son elegidos co-líderes del Partido Verde                                                                   |     |                          |    |    |     |
| 30–31 Ago      | YouGov/The Times | 1,687 | 38% | 30% | 14% | 7% | 6% (incluye Plaid Cymru) | 4% | – | 8% |     |                          |    |    |     |
| 26–28 Ago      | ICM/The Guardian | 2,040 | 41% | 27% | 13% | 9% | 4% | 4% | 2% | 14% |     |                          |    |    |     |
| 22–23 Ago      | YouGov/The Times | 1,660 | 40% | 29% | 13% | 8% | 6% (incluye Plaid Cymru) | 3% | 1% | 11% |     |                          |    |    |     |
| 11–22 Ago      | Lord Ashcroft Polls | 8,011 | 40% | 31% | 13% | 7% | 5% | 3% | 1% | 9% |     |                          |    |    |     |
| 16–17 Ago      | YouGov/The Times | 1,677 | 38% | 30% | 13% | 9% | 7% (incluye Plaid Cymru) | 4% | – | 8% |     |                          |    |    |     |
| 13–15 Ago      | Ipsos MORI/Evening Standard (enlace roto disponible en Internet Archive; véase el historial, la primera versión y la última).                 | 1,017 | 45% | 34% | 6% | 7% | 4% | 4% | 1% | 11% |     |                          |    |    |     |
| 12–15 Ago      | ICM | 2,010 | 40% | 28% | 14% | 8% | 4% | 4% | 2% | 12% |     |                          |    |    |     |
| 8–9 Ago        | YouGov/The Times | 1,692 | 38% | 31% | 13% | 8% | 7% (incluye Plaid Cymru) | 4% | – | 7% |     |                          |    |    |     |
| 5–8 Ago        | TNS (enlace roto disponible en Internet Archive; véase el historial, la primera versión y la última).                                         | 1,199 | 39% | 26% | 11% | 10% | 4% | 7% | 2% | 13% |     |                          |    |    |     |
| 1–2 Ago        | YouGov/The Times | 1,722 | 42% | 28% | 12% | 8% | 6% (incluye Plaid Cymru) | 3% | 1% | 14% |     |                          |    |    |     |
| 25–26 Jul      | YouGov/The Times | 1,680 | 40% | 28% | 13% | 8% | 7% (incluye Plaid Cymru) | 4% | 1% | 12% |     |                          |    |    |     |
| 22–24 Jul      | ICM | 2,012 | 43% | 27% | 13% | 8% | 4% | 4% | 1% | 16% |     |                          |    |    |     |
| 19–22 Jul      | Opinium/Observer | 2,231 | 37% | 31% | 15% | 6% | 6% | 4% | 1% | 6% |     |                          |    |    |     |
| 17–18 Jul      | YouGov | 1,891 | 40% | 29% | 12% | 9% | 7% (incluye Plaid Cymru) | 3% | 1% | 11% |     |                          |    |    |     |
| 13–15 Jul      | ICM | 2,027 | 39% | 29% | 14% | 9% | 4% | 4% | 2% | 10% |     |                          |    |    |     |
| 13 Jul         | Theresa May se convierte en Primer ministra                                                                                                   | Theresa May se convierte en Primer ministra                                                                                                   | Theresa May se convierte en Primer ministra                                                                                                   | Theresa May se convierte en Primer ministra                                                                                                   | Theresa May se convierte en Primer ministra                                                                                                   | Theresa May se convierte en Primer ministra                                                                                                   | Theresa May se convierte en Primer ministra                                                                                                   | Theresa May se convierte en Primer ministra                                                                                                   | Theresa May se convierte en Primer ministra                                                                                                   | Theresa May se convierte en Primer ministra                                                                                                   |     |                          |    |    |     |
| 9–11 Jul       | Ipsos MORI | 1,021 | 36% | 35% | 8% | 11% | 5% | 4% | 1% | 1% |     |                          |    |    |     |
| 8–10 Jul       | ICM | 2,025 | 38% | 30% | 15% | 8% | 5% | 4% | 1% | 8% |     |                          |    |    |     |
| 4–5 Jul        | Survation/Constitutional Research Council | 1,008 | 36% | 32% | 12% | 9% | 6% | – | 7% | 4% |     |                          |    |    |     |
| 1–3 Jul        | ICM | 1,979 | 37% | 30% | 15% | 8% | 5% | 4% | 2% | 7% |     |                          |    |    |     |
| 28–30 Jun      | Opinium | 2,006 | 34% | 29% | 17% | 7% | 5% | 4% | 2% | 5% |     |                          |    |    |     |
| 24–26 Jun      | ICM/The Guardian | 2,001 | 36% | 32% | 15% | 7% | 5% | 5% | 1% | 4% |     |                          |    |    |     |
| 24–25 Jun      | Survation/Mail on Sunday | 1,033 | 32% | 32% | 16% | 9% | 4% | 4% | 2% | 0% |     |                          |    |    |     |
| 23 Jun         | Referéndum sobre la permanencia del Reino Unido en la Unión Europea: 52% vota a favor del Brexit; David Cameron renuncia como Primer Ministro | Referéndum sobre la permanencia del Reino Unido en la Unión Europea: 52% vota a favor del Brexit; David Cameron renuncia como Primer Ministro | Referéndum sobre la permanencia del Reino Unido en la Unión Europea: 52% vota a favor del Brexit; David Cameron renuncia como Primer Ministro | Referéndum sobre la permanencia del Reino Unido en la Unión Europea: 52% vota a favor del Brexit; David Cameron renuncia como Primer Ministro | Referéndum sobre la permanencia del Reino Unido en la Unión Europea: 52% vota a favor del Brexit; David Cameron renuncia como Primer Ministro | Referéndum sobre la permanencia del Reino Unido en la Unión Europea: 52% vota a favor del Brexit; David Cameron renuncia como Primer Ministro | Referéndum sobre la permanencia del Reino Unido en la Unión Europea: 52% vota a favor del Brexit; David Cameron renuncia como Primer Ministro | Referéndum sobre la permanencia del Reino Unido en la Unión Europea: 52% vota a favor del Brexit; David Cameron renuncia como Primer Ministro | Referéndum sobre la permanencia del Reino Unido en la Unión Europea: 52% vota a favor del Brexit; David Cameron renuncia como Primer Ministro | Referéndum sobre la permanencia del Reino Unido en la Unión Europea: 52% vota a favor del Brexit; David Cameron renuncia como Primer Ministro |     |                          |    |    |     |
| 20–22 Jun      | Opinium | 3,011 | 34% | 30% | 19% | 6% | 6% | 4% | 2% | 4% |     |                          |    |    |     |
| 14–17 Jun      | Opinium/Observer | 2,006 | 34% | 30% | 18% | 6% | 6% | 4% | 1% | 4% |     |                          |    |    |     |
| 16 Jun         | Asesinato de la diputada laborista Jo Cox, se suspende la campaña hasta el 19 de junio                                                        | Asesinato de la diputada laborista Jo Cox, se suspende la campaña hasta el 19 de junio                                                        | Asesinato de la diputada laborista Jo Cox, se suspende la campaña hasta el 19 de junio                                                        | Asesinato de la diputada laborista Jo Cox, se suspende la campaña hasta el 19 de junio                                                        | Asesinato de la diputada laborista Jo Cox, se suspende la campaña hasta el 19 de junio                                                        | Asesinato de la diputada laborista Jo Cox, se suspende la campaña hasta el 19 de junio                                                        | Asesinato de la diputada laborista Jo Cox, se suspende la campaña hasta el 19 de junio                                                        | Asesinato de la diputada laborista Jo Cox, se suspende la campaña hasta el 19 de junio                                                        | Asesinato de la diputada laborista Jo Cox, se suspende la campaña hasta el 19 de junio                                                        | Asesinato de la diputada laborista Jo Cox, se suspende la campaña hasta el 19 de junio                                                        |     |                          |    |    |     |
| 15–16 Jun      | ComRes/Sunday Mirror, Independent on Sunday Archivado el 17 de agosto de 2016 en Wayback Machine.                                             | 2,046 | 34% | 29% | 19% | 8% | 5% | 4% | 2% | 5% |     |                          |    |    |     |
| 11–14 Jun      | Ipsos MORI/Evening Standard Archivado el 16 de junio de 2016 en Wayback Machine.                                                              | 1,257 | 35% | 34% | 10% | 9% | 5% | 4% | 3% | 1% |     |                          |    |    |     |
| 10–13 Jun      | ICM/The Guardian | 2,001 | 34% | 30% | 19% | 8% | 4% | 4% | 1% | 4% |     |                          |    |    |     |
| 10–13 Jun      | ICM/The Guardian | 1,000 | 34% | 33% | 14% | 9% | 4% | 5% | 2% | 1% |     |                          |    |    |     |
| 7–10 Jun       | Opinium/Observer | 2,009 | 35% | 32% | 18% | 4% | 5% | 4% | 1% | 3% |     |                          |    |    |     |
| 31 May–3 Jun   | Opinium/Observer | 2,007 | 34% | 30% | 18% | 6% | 6% | 4% | 2% | 4% |     |                          |    |    |     |
| 27–29 May      | ICM/The Guardian | 2,052 | 36% | 31% | 17% | 7% | 4% | 4% | 2% | 5% |     |                          |    |    |     |
| 27–29 May      | ICM/The Guardian | 1,004 | 36% | 32% | 15% | 7% | 4% | 3% | 2% | 4% |     |                          |    |    |     |
| 17–19 May      | Opinium/Observer | 2,008 | 35% | 30% | 18% | 5% | 6% | 5% | 2% | 5% |     |                          |    |    |     |
| 14–16 May      | Ipsos MORI/Evening Standard | 1,002 | 36% | 34% | 10% | 8% | 5% | 5% | 2% | 2% |     |                          |    |    |     |
| 13–15 May      | ICM/The Guardian | 1,002 | 36% | 34% | 13% | 7% | 4% | 4% | 2% | 2% |     |                          |    |    |     |
| 13–15 May      | ICM/The Guardian | 2,048 | 34% | 32% | 17% | 7% | 5% | 4% | 1% | 2% |     |                          |    |    |     |
| 11–12 May      | ComRes/Sunday Mirror, Independent on Sunday Archivado el 1 de julio de 2016 en Wayback Machine.                                               | 2,043 | 36% | 30% | 17% | 8% | 5% | 4% | – | 6% |     |                          |    |    |     |
| 5 May          | Elecciones regionales y municipales, incluyendo elecciones complementarias en Ogmore y en Sheffield Brightside y Hillsborough                 | Elecciones regionales y municipales, incluyendo elecciones complementarias en Ogmore y en Sheffield Brightside y Hillsborough                 | Elecciones regionales y municipales, incluyendo elecciones complementarias en Ogmore y en Sheffield Brightside y Hillsborough                 | Elecciones regionales y municipales, incluyendo elecciones complementarias en Ogmore y en Sheffield Brightside y Hillsborough                 | Elecciones regionales y municipales, incluyendo elecciones complementarias en Ogmore y en Sheffield Brightside y Hillsborough                 | Elecciones regionales y municipales, incluyendo elecciones complementarias en Ogmore y en Sheffield Brightside y Hillsborough                 | Elecciones regionales y municipales, incluyendo elecciones complementarias en Ogmore y en Sheffield Brightside y Hillsborough                 | Elecciones regionales y municipales, incluyendo elecciones complementarias en Ogmore y en Sheffield Brightside y Hillsborough                 | Elecciones regionales y municipales, incluyendo elecciones complementarias en Ogmore y en Sheffield Brightside y Hillsborough                 | Elecciones regionales y municipales, incluyendo elecciones complementarias en Ogmore y en Sheffield Brightside y Hillsborough                 |     |                          |    |    |     |
| 26–29 Abr      | Opinium/Observer | 2,005 | 38% | 30% | 15% | 5% | 5% | 5% | 2% | 8% |     |                          |    |    |     |
| 25–26 Abr      | YouGov/The Times | 1,650 | 30% | 33% | 20% | 6% | 8% (incluye Plaid Cymru) | 3% | – | 3% |     |                          |    |    |     |
| 22–26 Abr      | BMG Research | 1,375 | 33% | 32% | 18% | 6% | 5% | 4% | 2% | 1% |     |                          |    |    |     |
| 16–18 Abr      | Ipsos MORI/Evening Standard Archivado el 18 de septiembre de 2016 en Wayback Machine.                                                         | 1,026 | 38% | 35% | 11% | 6% | 6% | 3% | 1% | 3% |     |                          |    |    |     |
| 15–17 Abr      | ICM/The Guardian | 1,003 | 38% | 33% | 13% | 7% | 5% | 3% | 1% | 5% |     |                          |    |    |     |
| 15–17 Abr      | ICM/The Guardian | 2,008 | 36% | 31% | 16% | 7% | 4% | 4% | 2% | 5% |     |                          |    |    |     |
| 13–14 Abr      | ComRes/Sunday Mirror, Independent on Sunday Archivado el 14 de mayo de 2016 en Wayback Machine.                                               | 2,036 | 35% | 30% | 16% | 8% | 5% | 4% | 1% | 5% |     |                          |    |    |     |
| 11–12 Abr      | YouGov/The Times | 1,639 | 31% | 34% | 17% | 8% | 7% (incluye Plaid Cymru) | 3% | – | 3% |     |                          |    |    |     |
| 29 Mar–1 Abr   | Opinium/Observer | 1,966 | 33% | 32% | 17% | 5% | 6% | 4% | 2% | 1% |     |                          |    |    |     |
| 24–29 Mar      | BMG Research | 1,298 | 36% | 31% | 16% | 7% | 5% | 5% | 2% | 5% |     |                          |    |    |     |
| 19–22 Mar      | Ipsos MORI | 1,023 | 36% | 34% | 11% | 10% | 5% | 3% | 2% | 2% |     |                          |    |    |     |
| 18–20 Mar      | ComRes/Daily Mail | 1,002 | 37% | 35% | 9% | 7% | 5% | 4% | 2% | 2% |     |                          |    |    |     |
| 16–17 Mar      | YouGov/The Times | 1,691 | 33% | 34% | 16% | 6% | 6% (incluye Plaid Cymru) | 3% | 2% | 1% |     |                          |    |    |     |
| 11–13 Mar      | ICM/The Guardian | 1,001 | 36% | 36% | 11% | 8% | 3% | 3% | 1% | Tie |     |                          |    |    |     |
| 9–10 Mar       | ComRes/Sunday Mirror, Independent on Sunday Archivado el 16 de junio de 2016 en Wayback Machine.                                              | 2,059 | 38% | 29% | 16% | 7% | 4% | 4% | 1% | 9% |     |                          |    |    |     |
| 21–23 Feb      | YouGov/The Times | 3,482 | 37% | 30% | 16% | 8% | 6% (incluye Plaid Cymru) | 3% | – | 7% |     |                          |    |    |     |
| 17–23 Feb      | BMG Research | 1,268 | 38% | 30% | 16% | 5% | 5% | 5% | 2% | 8% |     |                          |    |    |     |
| 19–22 Feb      | ComRes/Daily Mail | 1,000 | 38% | 31% | 12% | 8% | 4% | 3% | 3% | 7% |     |                          |    |    |     |
| 13–16 Feb      | Ipsos MORI | 1,001 | 39% | 33% | 12% | 6% | 6% | 3% | 2% | 6% |     |                          |    |    |     |
| 12–14 Feb      | ICM/The Guardian | 1,004 | 39% | 32% | 11% | 7% | 4% | 4% | 3% | 7% |     |                          |    |    |     |
| 10–12 Feb      | ComRes/Sunday Mirror, Independent on Sunday Archivado el 22 de febrero de 2016 en Wayback Machine.                                            | 2,018 | 41% | 27% | 15% | 9% | 5% | 3% | 1% | 14% |     |                          |    |    |     |
| 3–4 Feb        | YouGov/The Times | 1,675 | 39% | 29% | 18% | 6% | 4% (incluye Plaid Cymru) | 3% | 1% | 10% |     |                          |    |    |     |
| 27–28 Ene      | YouGov | 1,735 | 39% | 30% | 17% | 6% | 4% (incluye Plaid Cymru) | 3% | 1% | 9% |     |                          |    |    |     |
| 23–25 Ene      | Ipsos MORI | 1,027 | 40% | 31% | 11% | 7% | 5% | 4% | 1% | 9% |     |                          |    |    |     |
| 22–24 Ene      | ComRes/Daily Mail | 1,006 | 37% | 32% | 12% | 6% | 4% | 4% | 4% | 5% |     |                          |    |    |     |
| 15–17 Ene      | ICM/The Guardian | 1,001 | 40% | 35% | 10% | 6% | 4% | 3% | 2% | 5% |     |                          |    |    |     |
| 15–16 Ene      | Survation/Mail on Sunday | 1,017 | 37% | 30% | 16% | 7% | 5% | 3% | 3% | 7% |     |                          |    |    |     |
| 13–15 Ene      | ComRes/Sunday Mirror, Independent on Sunday Archivado el 1 de febrero de 2016 en Wayback Machine.                                             | 2,004 | 40% | 29% | 16% | 7% | 4% | 3% | 1% | 11% |     |                          |    |    |     |
| 8–14 Ene       | Panelbase/Sunday Times | 2,087 | 39% | 31% | 14% | 6% | 5% | 5% | – | 8% |     |                          |    |    |     |

### 2015
| Fecha        | Empresa                                                                                         | Tamaño                                                                                   | Con                                                                                      | Lab                                                                                      | UKIP                                                                                     | LibDems                                                                                  | SNP                                                                                      | Verdes                                                                                   | Otros                                                                                    | Líder                                                                                    |    |    |    |    |    |
| ------------ | ----------------------------------------------------------------------------------------------- | ---------------------------------------------------------------------------------------- | ---------------------------------------------------------------------------------------- | ---------------------------------------------------------------------------------------- | ---------------------------------------------------------------------------------------- | ---------------------------------------------------------------------------------------- | ---------------------------------------------------------------------------------------- | ---------------------------------------------------------------------------------------- | ---------------------------------------------------------------------------------------- | ---------------------------------------------------------------------------------------- | -- | -- | -- | -- | -- |
| Fecha        | Empresa                                                                                         | Tamaño                                                                                   | 18–20 Dic                                                                                | ICM/The Guardian                                                                         | 1,003                                                                                    | 39%                                                                                      | 34%                                                                                      | 10%                                                                                      | Otros                                                                                    | Líder                                                                                    | 7% | 4% | 3% | 3% | 5% |
| 17–18 Dic    | YouGov/The Times                                                                                | 1,598                                                                                    | 39%                                                                                      | 29%                                                                                      | 17%                                                                                      | 6%                                                                                       | 5% (incluye Plaid Cymru)                                                                 | 3%                                                                                       | 1%                                                                                       | 10%                                                                                      |    |    |    |    |    |
| 15–18 Dic    | Opinium/Observer                                                                                | 1,936                                                                                    | 38%                                                                                      | 30%                                                                                      | 16%                                                                                      | 5%                                                                                       | 6%                                                                                       | 5%                                                                                       | 2%                                                                                       | 8%                                                                                       |    |    |    |    |    |
| 12–14 Dic    | Ipsos MORI/Evening Standard                                                                     | 1,040                                                                                    | 38%                                                                                      | 31%                                                                                      | 9%                                                                                       | 9%                                                                                       | 5%                                                                                       | 6%                                                                                       | 2%                                                                                       | 7%                                                                                       |    |    |    |    |    |
| 11–13 Dic    | ComRes/Daily Mail Archivado el 4 de marzo de 2016 en Wayback Machine.                           | 1,001                                                                                    | 37%                                                                                      | 33%                                                                                      | 11%                                                                                      | 7%                                                                                       | 4%                                                                                       | 5%                                                                                       | 2%                                                                                       | 4%                                                                                       |    |    |    |    |    |
| 9–11 Dic     | ComRes/Independent on Sunday, Sunday Mirror Archivado el 4 de marzo de 2016 en Wayback Machine. | 2,049                                                                                    | 40%                                                                                      | 29%                                                                                      | 16%                                                                                      | 7%                                                                                       | 4%                                                                                       | 3%                                                                                       | 1%                                                                                       | 11%                                                                                      |    |    |    |    |    |
| 3 Dic        | Elección complementaria en Oldham Oeste y Royton                                                | Elección complementaria en Oldham Oeste y Royton                                         | Elección complementaria en Oldham Oeste y Royton                                         | Elección complementaria en Oldham Oeste y Royton                                         | Elección complementaria en Oldham Oeste y Royton                                         | Elección complementaria en Oldham Oeste y Royton                                         | Elección complementaria en Oldham Oeste y Royton                                         | Elección complementaria en Oldham Oeste y Royton                                         | Elección complementaria en Oldham Oeste y Royton                                         | Elección complementaria en Oldham Oeste y Royton                                         |    |    |    |    |    |
| 30 Nov–1 Dic | YouGov/The Times                                                                                | 1,657                                                                                    | 41%                                                                                      | 30%                                                                                      | 16%                                                                                      | 6%                                                                                       | 4% (incluye Plaid Cymru)                                                                 | 3%                                                                                       | 1%                                                                                       | 11%                                                                                      |    |    |    |    |    |
| 20–24 Nov    | YouGov                                                                                          | 4,317                                                                                    | 38%                                                                                      | 29%                                                                                      | 17%                                                                                      | 6%                                                                                       | 5% (incluye Plaid Cymru)                                                                 | 3%                                                                                       | 1%                                                                                       | 9%                                                                                       |    |    |    |    |    |
| 20–22 Nov    | ComRes/Daily Mail Archivado el 22 de diciembre de 2015 en Wayback Machine.                      | 1,000                                                                                    | 40%                                                                                      | 29%                                                                                      | 11%                                                                                      | 8%                                                                                       | 4%                                                                                       | 3%                                                                                       | 4%                                                                                       | 11%                                                                                      |    |    |    |    |    |
| 18–20 Nov    | ComRes/Independent on Sunday, Sunday Mirror Archivado el 5 de julio de 2016 en Wayback Machine. | 2,067                                                                                    | 42%                                                                                      | 27%                                                                                      | 15%                                                                                      | 7%                                                                                       | 5%                                                                                       | 3%                                                                                       | 1%                                                                                       | 15%                                                                                      |    |    |    |    |    |
| 16–17 Nov    | Survation/Leave.EU                                                                              | 1,546                                                                                    | 37%                                                                                      | 30%                                                                                      | 16%                                                                                      | 6%                                                                                       | 5%                                                                                       | 3%                                                                                       | 3%                                                                                       | 7%                                                                                       |    |    |    |    |    |
| 14–17 Nov    | Ipsos MORI/Evening Standard                                                                     | 1,021                                                                                    | 41%                                                                                      | 34%                                                                                      | 7%                                                                                       | 7%                                                                                       | 6%                                                                                       | 4%                                                                                       | -                                                                                        | 7%                                                                                       |    |    |    |    |    |
| 11–17 Nov    | BMG Research                                                                                    | 1,334                                                                                    | 37%                                                                                      | 30%                                                                                      | 15%                                                                                      | 7%                                                                                       | 4%                                                                                       | 4%                                                                                       | 2%                                                                                       | 7%                                                                                       |    |    |    |    |    |
| 13–15 Nov    | ICM/The Guardian                                                                                | 1,006                                                                                    | 39%                                                                                      | 33%                                                                                      | 12%                                                                                      | 7%                                                                                       | 5%                                                                                       | 3%                                                                                       | 1%                                                                                       | 6%                                                                                       |    |    |    |    |    |
| 9–11 Nov     | Survation/Leave.EU                                                                              | 2,007                                                                                    | 36%                                                                                      | 30%                                                                                      | 15%                                                                                      | 7%                                                                                       | 5%                                                                                       | 3%                                                                                       | 3%                                                                                       | 6%                                                                                       |    |    |    |    |    |
| 22–27 Oct    | BMG Research                                                                                    | 1,467                                                                                    | 37%                                                                                      | 31%                                                                                      | 15%                                                                                      | 6%                                                                                       | 4%                                                                                       | 5%                                                                                       | 2%                                                                                       | 6%                                                                                       |    |    |    |    |    |
| 23–25 Oct    | ComRes/Daily Mail Archivado el 4 de marzo de 2016 en Wayback Machine.                           | 1,002                                                                                    | 38%                                                                                      | 33%                                                                                      | 10%                                                                                      | 8%                                                                                       | 3%                                                                                       | 3%                                                                                       | 4%                                                                                       | 5%                                                                                       |    |    |    |    |    |
| 17–19 Oct    | Ipsos MORI/Evening Standard                                                                     | 1,021                                                                                    | 36%                                                                                      | 32%                                                                                      | 12%                                                                                      | 10%                                                                                      | 5%                                                                                       | 3%                                                                                       | 2%                                                                                       | 4%                                                                                       |    |    |    |    |    |
| 13–16 Oct    | Opinium                                                                                         | 1,934                                                                                    | 37%                                                                                      | 32%                                                                                      | 15%                                                                                      | 5%                                                                                       | 6%                                                                                       | 4%                                                                                       | 2%                                                                                       | 5%                                                                                       |    |    |    |    |    |
| 14–15 Oct    | ComRes/Independent on Sunday, Sunday Mirror Archivado el 5 de julio de 2016 en Wayback Machine. | 2,051                                                                                    | 42%                                                                                      | 29%                                                                                      | 13%                                                                                      | 7%                                                                                       | 5%                                                                                       | 3%                                                                                       | 1%                                                                                       | 13%                                                                                      |    |    |    |    |    |
| 9–11 Oct     | ICM/The Guardian                                                                                | 1,002                                                                                    | 38%                                                                                      | 34%                                                                                      | 11%                                                                                      | 7%                                                                                       | 5%                                                                                       | 3%                                                                                       | 3%                                                                                       | 4%                                                                                       |    |    |    |    |    |
| 29–30 Sep    | YouGov/The Sun                                                                                  | 2,064                                                                                    | 37%                                                                                      | 31%                                                                                      | 17%                                                                                      | 7%                                                                                       | 5% (incluye Plaid Cymru)                                                                 | 2%                                                                                       | 1%                                                                                       | 6%                                                                                       |    |    |    |    |    |
| 26–28 Sep    | ComRes/Daily Mail Archivado el 4 de marzo de 2016 en Wayback Machine.                           | 1,009                                                                                    | 39%                                                                                      | 30%                                                                                      | 12%                                                                                      | 9%                                                                                       | 4%                                                                                       | 4%                                                                                       | 3%                                                                                       | 9%                                                                                       |    |    |    |    |    |
| 21–22 Sep    | Survation/Huffington Post                                                                       | 1,008                                                                                    | 37%                                                                                      | 32%                                                                                      | 13%                                                                                      | 9%                                                                                       | 5%                                                                                       | 3%                                                                                       | 1%                                                                                       | 5%                                                                                       |    |    |    |    |    |
| 19–22 Sep    | Ipsos MORI/Evening Standard                                                                     | 1,255                                                                                    | 39%                                                                                      | 34%                                                                                      | 7%                                                                                       | 9%                                                                                       | 5%                                                                                       | 4%                                                                                       | 1%                                                                                       | 5%                                                                                       |    |    |    |    |    |
| 17–18 Sep    | YouGov/Sunday Times                                                                             | 1,601                                                                                    | 39%                                                                                      | 31%                                                                                      | 16%                                                                                      | 6%                                                                                       | 5% (incluye Plaid Cymru)                                                                 | 3%                                                                                       | 1%                                                                                       | 8%                                                                                       |    |    |    |    |    |
| 15–18 Sep    | Opinium                                                                                         | 1,942                                                                                    | 37%                                                                                      | 32%                                                                                      | 14%                                                                                      | 6%                                                                                       | 5%                                                                                       | 4%                                                                                       | 1%                                                                                       | 5%                                                                                       |    |    |    |    |    |
| 16–17 Sep    | ComRes/Independent on Sunday, Sunday Mirror Archivado el 5 de abril de 2016 en Wayback Machine. | 2,015                                                                                    | 42%                                                                                      | 30%                                                                                      | 13%                                                                                      | 7%                                                                                       | 5%                                                                                       | 3%                                                                                       | 1%                                                                                       | 12%                                                                                      |    |    |    |    |    |
| 11–13 Sep    | ICM/The Guardian                                                                                | 1,006                                                                                    | 38%                                                                                      | 32%                                                                                      | 13%                                                                                      | 8%                                                                                       | 5%                                                                                       | 3%                                                                                       | 2%                                                                                       | 6%                                                                                       |    |    |    |    |    |
| 12 Sep       | Jeremy Corbyn es elegido Líder del Partido Laborista y es el nuevo Líder de la oposición        | Jeremy Corbyn es elegido Líder del Partido Laborista y es el nuevo Líder de la oposición | Jeremy Corbyn es elegido Líder del Partido Laborista y es el nuevo Líder de la oposición | Jeremy Corbyn es elegido Líder del Partido Laborista y es el nuevo Líder de la oposición | Jeremy Corbyn es elegido Líder del Partido Laborista y es el nuevo Líder de la oposición | Jeremy Corbyn es elegido Líder del Partido Laborista y es el nuevo Líder de la oposición | Jeremy Corbyn es elegido Líder del Partido Laborista y es el nuevo Líder de la oposición | Jeremy Corbyn es elegido Líder del Partido Laborista y es el nuevo Líder de la oposición | Jeremy Corbyn es elegido Líder del Partido Laborista y es el nuevo Líder de la oposición | Jeremy Corbyn es elegido Líder del Partido Laborista y es el nuevo Líder de la oposición |    |    |    |    |    |
| 3–4 Sep      | Survation/Mail on Sunday                                                                        | 1,004                                                                                    | 38%                                                                                      | 32%                                                                                      | 13%                                                                                      | 6%                                                                                       | 5%                                                                                       | 4%                                                                                       | 2%                                                                                       | 6%                                                                                       |    |    |    |    |    |
| 21–23 Ago    | ComRes/Daily Mail                                                                               | 1,001                                                                                    | 42%                                                                                      | 28%                                                                                      | 9%                                                                                       | 8%                                                                                       | 5%                                                                                       | 6%                                                                                       | 3%                                                                                       | 14%                                                                                      |    |    |    |    |    |
| 12–13 Ago    | ComRes/Independent on Sunday, Sunday Mirror Archivado el 4 de marzo de 2016 en Wayback Machine. | 2,035                                                                                    | 40%                                                                                      | 29%                                                                                      | 13%                                                                                      | 8%                                                                                       | 5%                                                                                       | 4%                                                                                       | 1%                                                                                       | 11%                                                                                      |    |    |    |    |    |
| 12–13 Ago    | Survation/TSSA                                                                                  | 1,007                                                                                    | 38%                                                                                      | 33%                                                                                      | 15%                                                                                      | 6%                                                                                       | 5%                                                                                       | 3%                                                                                       | 1%                                                                                       | 5%                                                                                       |    |    |    |    |    |
| 7–9 Ago      | ICM/The Guardian                                                                                | 1,000                                                                                    | 40%                                                                                      | 31%                                                                                      | 10%                                                                                      | 7%                                                                                       | 5%                                                                                       | 4%                                                                                       | 2%                                                                                       | 9%                                                                                       |    |    |    |    |    |
| 24–26 Jul    | ComRes/Daily Mail                                                                               | 1,001                                                                                    | 40%                                                                                      | 28%                                                                                      | 10%                                                                                      | 7%                                                                                       | 5%                                                                                       | 5%                                                                                       | 4%                                                                                       | 12%                                                                                      |    |    |    |    |    |
| 18–20 Jul    | Ipsos MORI/Evening Standard                                                                     | 1,026                                                                                    | 37%                                                                                      | 31%                                                                                      | 9%                                                                                       | 10%                                                                                      | 5%                                                                                       | 8%                                                                                       | 1%                                                                                       | 6%                                                                                       |    |    |    |    |    |
| 16 Jul       | Tim Farron es elegido Líder de los Liberal Demócratas                                           | Tim Farron es elegido Líder de los Liberal Demócratas                                    | Tim Farron es elegido Líder de los Liberal Demócratas                                    | Tim Farron es elegido Líder de los Liberal Demócratas                                    | Tim Farron es elegido Líder de los Liberal Demócratas                                    | Tim Farron es elegido Líder de los Liberal Demócratas                                    | Tim Farron es elegido Líder de los Liberal Demócratas                                    | Tim Farron es elegido Líder de los Liberal Demócratas                                    | Tim Farron es elegido Líder de los Liberal Demócratas                                    | Tim Farron es elegido Líder de los Liberal Demócratas                                    |    |    |    |    |    |
| 10–12 Jul    | ICM/The Guardian                                                                                | 1,005                                                                                    | 38%                                                                                      | 34%                                                                                      | 13%                                                                                      | 6%                                                                                       | 4%                                                                                       | 4%                                                                                       | 1%                                                                                       | 4%                                                                                       |    |    |    |    |    |
| 26–28 Jun    | ComRes/Daily Mail Archivado el 4 de marzo de 2016 en Wayback Machine.                           | 1,002                                                                                    | 39%                                                                                      | 27%                                                                                      | 11%                                                                                      | 9%                                                                                       | 5%                                                                                       | 6%                                                                                       | 3%                                                                                       | 12%                                                                                      |    |    |    |    |    |
| 14–16 Jun    | Ipsos MORI/Evening Standard                                                                     | 1,005                                                                                    | 39%                                                                                      | 30%                                                                                      | 8%                                                                                       | 9%                                                                                       | 5%                                                                                       | 6%                                                                                       | 2%                                                                                       | 9%                                                                                       |    |    |    |    |    |
| 12–14 Jun    | ICM/The Guardian                                                                                | 1,004                                                                                    | 37%                                                                                      | 31%                                                                                      | 13%                                                                                      | 8%                                                                                       | 5%                                                                                       | 5%                                                                                       | 1%                                                                                       | 6%                                                                                       |    |    |    |    |    |
| 29–31 May    | ComRes/Daily Mail Archivado el 11 de marzo de 2016 en Wayback Machine.                          | 1,000                                                                                    | 41%                                                                                      | 29%                                                                                      | 10%                                                                                      | 8%                                                                                       | 5%                                                                                       | 5%                                                                                       | 3%                                                                                       | 12%                                                                                      |    |    |    |    |    |
| 25–26 May    | YouGov/The Sun                                                                                  | 1,709                                                                                    | 41%                                                                                      | 30%                                                                                      | 13%                                                                                      | 7%                                                                                       | 4% (incluye Plaid Cymru)                                                                 | 4%                                                                                       | 1%                                                                                       | 11%                                                                                      |    |    |    |    |    |
| 8–9 May      | Survation/Mail on Sunday                                                                        | 1,027                                                                                    | 40%                                                                                      | 31%                                                                                      | 12%                                                                                      | 6%                                                                                       | 5%                                                                                       | 3%                                                                                       | 2%                                                                                       | 9%                                                                                       |    |    |    |    |    |
| 7 May        | Elecciones generales del Reino Unido                                                            | 29,980,107                                                                               | 37.8%                                                                                    | 31.2%                                                                                    | 12.9%                                                                                    | 8.1%                                                                                     | 4.9%                                                                                     | 3.8%                                                                                     | 1.4%                                                                                     | 6.6%                                                                                     |    |    |    |    |    |

## Resultados
| 318           | 262        | 35  | 12 | 10 | 7 |
| Conservadores | Laboristas | SNP | '  |    |   |

| Partido          | Partido                                     | Líder del partido | Votos      | Votos | Votos  | Escaños | Escaños | Escaños | Escaños |  |
| Partido          | Partido                                     | Líder del partido |            | %     | +/− %  |         | +/−     | %       | +/− %   |  |
| ---------------- | ------------------------------------------- | ----------------- | ---------- | ----- | ------ | ------- | ------- | ------- | ------- |  |
|                  | Partido Conservador                         | Theresa May       | 13 667 213 | 42,4% | +5,5%  | 318     | -12     | 48,92%  | -1,88%  |  |
|                  | Partido Laborista                           | Jeremy Corbyn     | 12 874 985 | 40,0% | +9.6%  | 262     | +30     | 40,3%   | +4,6%   |  |
|                  | Partido Nacional Escocés                    | Nicola Sturgeon   | 977 569    | 3,0%  | -1.7%  | 35      | -21     | 5,38%   | -3,22%  |  |
|                  | Liberal Demócratas                          | Tim Farron        | 2 371 772  | 7,4%  | -0,5%  | 12      | +4      | 1,85%   | +0,62%  |  |
|                  | Partido Unionista Democrático               | Arlene Foster     | 292 316    | 0,9%  | +0,3%  | 10      | +2      | 1,54%   | +0,24   |  |
|                  | Sinn Féin                                   | Gerry Adams       | 238 915    | 0,8%  | +0,2%  | 7       | +3      | 1,08%   | +0,48%  |  |
|                  | Plaid Cymru                                 | Leanne Wood       | 164 466    | 0,5%  | -0,1%  | 4       | +1      | 0,6%    | +0,1    |  |
|                  | Partido Verde de Inglaterra y Gales         | Caroline Lucas    | 525 371    | 1,6%  | -2,2%  | 1       | =       | 0,2%    | =       |  |
| Jonathan Bartley | Partido Verde de Inglaterra y Gales         |                   | 525 371    | 1,6%  | -2,2%  | 1       | =       | 0,2%    | =       |  |
|                  | Independiente                               | Sylvia Hermon     | 16 148     | 0,1%  | -      | 1       | -       | 0,2     | -       |  |
|                  | Partido de la Independencia del Reino Unido | Paul Nuttall      | 593 852    | 1,8%  | -10,8% | 0       | -1      | -       | -0,2%   |  |
|                  | Partido Socialdemócrata y Laborista         | Colum Eastwood    | 95 419     | 0,3%  | =      | 0       | -3      | -       | -0,5%   |  |
|                  | Partido Unionista del Ulster                | Robin Swann       | 83 280     | 0,3%  | -0,1%  | 0       | -2      | -       | -0,3%   |  |
|                  | Otros partidos                              | Otros partidos    | 264 937    | 0,8%  | -0,2%  | 0       | =       | -       | -       |  |
| Votantes         | Votantes                                    | Votantes          | 32.196.918 |       |        |         |         |         |         |  |
| Participación    | Participación                               | Participación     | 68.70%     |       |        |         |         |         |         |  |
| Fuente: BBC      |                                             |                   |            |       |        |         |         |         |         |  |